# La Granja (Veracruz)
La Granja es una localidad ubicada en el municipio de Tres Valles en el estado mexicano de Veracruz. En el 2010 tenía una población de 668 habitantes.
Actualmente se estima que su población supera los 1000 habitantes.
Cuenta con servicios como:
Centro de salud.
Electricidad.
Servicio telefónico.
Abarrotes. 
Así como instalaciones educativas como:
Jardín de niños Cuauctemoc
Esc. Primaria Niño Artillero
Esc. Telesecundaria Carlos Cruz Palma 
Telebachillerato TEVAEV La Granja

## Geografía
Se encuentra ubicada en las coordenadas 18°21′19″N 96°15′34″O / 18.35528, -96.25944